# Hassuna-kulturen
Hassuna-kulturen er en arkæologisk kultur i yngre stenalder i det nordlige Mesopotamien dateret til den tidlige sjette årtusinde f.Kr.. Det er opkaldt efter typelokaliteten Tell Hassuna i Irak. Andre steder, hvor Hassuna materiale er blevet fundet, inkluderer Tell Shemshara.
Ved omkring 6.000 f.Kr. var folk flyttet ind til bjergfoden (Piemonte) i det nordligste Mesopotamien, hvor der var nok nedbør til at give mulighed for "tør" landbrug nogle steder. Disse var de første landbrugere i det nordligste Mesopotamien. De lavede en keramik i Hassuna-stil (creme slip med rødlig maling i lineære mønstre). Hassuna folk levede i små landsbyer eller husklynger spændende fra 2 til 8 acres (3,2 ha).
På Tell Hassuna erstatter boliger bygget af soltørret ler bygget op omkring åbne centralpladser med fint malet keramik tidligere lag med grov keramik. Håndøkser, segl, slibesten, beholdere, bageovne og talrige knogler fra husdyr afspejler et fastboende landbrug. Kvindelige figurer har været relateret til tilbedelse og begravelser med krukker i hvilke fødevarer blev placeret relateret til tro på efterlivet. Forholdet mellem Hassuna keramik og den i Jeriko tyder på, at landsbykultur var ved at blive udbredt.